# Непоп Любов Василівна
Любо́в Васи́лівна Непоп (нар. 23 серпня 1971, Київ, Україна) — український дипломат. Надзвичайний і Повноважний Посол, Директор Політичного департаменту МЗС України.

## Біографія
Народилася 23 серпня 1971 року в Києві. З відзнакою закінчила слов'янське відділення філологічного факультету Київського університету імені Тараса Шевченка. Володіє українською, англійською, угорською, болгарською, іспанською, польською та російською мовами.
У 1996—1997 рр. — аташе відділу країн Центральної та Східної Європи Управління країн Європи та Америки МЗС України.
У 1997—2000 рр. — аташе, третій секретар Посольства України в Угорщині.
У 2000—2004 рр. — другий, перший секретар, радник Управління політичного аналізу і планування МЗС України.
У 2004—2007 рр. — радник Посольства України в Болгарії.
З липня 2006 по березень 2007 рр. — Тимчасовий повірений у справах України в Болгарії.
У 2007—2008 рр. — радник-посланник Посольства України в Угорщині.
У 2008—2011 рр. — заступник Директора Департаменту Департаменту НАТО МЗС України
У 2011—2016 рр. — заступник Представника України при Європейському Союзі.
З 2015 по 2016 рр. — в. о. Представника України при ЄС.
З 30 травня 2016 року до 9 липня 2022 року — Надзвичайний і Повноважний Посол України в Угорщині.
З 5 жовтня 2016 року   по 7 лютого 2025 року — Представник України в Дунайській Комісії.
З 1 січня 2021 року  по 14 липня 2024 року — Голова Дунайської Комісії.
З 17 жовтня 2022 року — Директор Політичного департаменту МЗС України.

## Дипломатичний ранг
- Надзвичайний і Повноважний Посол[8]

## Нагороди та відзнаки
- Орден «За заслуги» III ступеня (22 грудня 2021) — За вагомий особистий внесок у зміцнення міжнародного співробітництва України, багаторічну плідну дипломатичну діяльність та високий професіоналізм[9]